# فرید شاهنک
فریت شاهنک (به ترکی استانبولی: Ferit Şahenk) (زاده ۱۹۶۴) کارآفرین، بازرگان، سرمایه‌دار و مدیر ارشد اجرایی ترکیه‌‌ای است، که در حال حاضر به‌عنوان رییس هیئت مدیره شرکت دوغوش هلدینگ و گارانتی بانک فعالیت می‌کند.